# 지상 최고의 아빠
《지상 최고의 아빠》(영어: World's Greatest Dad)는 2009년 공개된 미국의 블랙 코미디 드라마 영화이다.
이 영화는 2009년 7월 24일에 주문형 비디오로 먼저 출시된 후 2009년 8월 21일 극장에 제한 개봉되었다.

## 줄거리
랜스 클레이턴은 작가를 꿈꾸지만 출판사로부터 계속 거절당하는 고등학교 영어 교사이자 한부모이다. 15살 아들 카일은 공부에는 관심 없고 성에만 집착하며 인간을 혐오하는 문제아로, 랜스가 시 수업을 가르치는 학교에 다닌다.
어느 날 밤 랜스는 카일이 질식 시도로 자위행위를 하던 중 사고로 사망한 것을 발견한다. 카일의 존엄을 지켜주기 위해 랜스는 카일의 죽음을 자살로 위장한다. 그는 카일을 옷장에 매달고 가짜 유서를 만들어 시신에 둔다.
학교 신문에 카일의 유서가 공개되자 학생들과 교직원들은 깊은 감동을 받고, 많은 학생들이 갑자기 카일과 친구였다고 주장하며 그를 칭송하기 시작한다. 랜스는 마침내 자신의 글쓰기에 대한 관심이 집중되자 카일의 가짜 일기를 출판하기로 한다. 카일은 사후에 학교에서 컬트적인 인물이 되고, 랜스는 그토록 바라던 사람들의 존경을 받게 된다. 여자친구인 동료 교사 클레어 역시 전에는 없던 관심을 보인다.카일의 유일한 친구 앤드루는 카일의 유서와 일기가 평소 카일의 성격과 전혀 다르다는 것을 눈치채고 랜스에게 따지지만, 랜스는 이를 무시한다.
랜스가 쓴 카일의 일기는 출판사의 관심을 끌고, 랜스는 전국구 토크쇼에도 출연하게 된다. 학교 교장은 학교 도서관 이름을 카일의 이름을 따서 짓기로 결정한다. 도서관 헌정식에서 랜스는 자신의 이익을 위해 아들 카일의 죽음을 이용한 것에 죄책감을 느끼고, 카일을 좋아하는 척하는 사람들에게 반감을 느낀다. 연설 도중 랜스는 더 이상 거짓 연기를 할 수 없다는 것을 깨닫고 카일의 죽음이 사고였으며 유서와 일기는 자신이 쓴 것이라고 고백한다. 당연하게도 랜스는 클레어를 포함한 학생들과 교직원들로부터 비난을 받는다. 동시에 랜스는 혼자 있는 것이 외로움을 느끼게 하는 사람들과 함께 있는 것보다 낫다는 것을 깨닫는다.
모두에게 경멸받지만, 랜스는 다시 태어난 기분으로 학교 수영장에 벌거벗은 채 뛰어든다. 밖에서 앤드루는 모든 진실을 알고 있었음에도 랜스의 글을 재밌게 읽었다며 랜스에게 계속 글을 쓰라고 격려한다. 랜스와 앤드루가 랜스의 이웃 보니와 함께 랜스의 집에서 좀비 영화를 보며 영화가 끝난다.

## 출연진
- 로빈 윌리엄스
- 알렉시 길모어
- 대릴 서바라
- 에번 마틴
- 제프 피어슨
- 헨리 시먼스
- 미치 매콜
- 저메인 윌리엄스
- 러레인 니컬슨
- 모건 머피
- 토비 허스
- 톰 케니
- 질 탤리
- 브루스 혼즈비
- 크리스트 노버셀리치
- 보브캣 골드스웨이트

## 기타 제작진
- 공동 제작: 세라 데사레고
- 배역: 루스 램버트, 로버트 맥기
- 미술: 존 페이노
- 의상: 세라 데사레고